# Amarantite
L'amarantite è un minerale.